# Stadspartij Heerlen
Stadspartij Heerlen is een in 1977 gevormde lokale politieke partij in de gemeente Heerlen. De partij kwam voort uit onvrede in het Heerlense stadsdeel Heerlerheide: bewoners vonden dat de gemeente meer aandacht voor het centrum had dan voor de omliggende wijken.

## Geschiedenis
De partij kon bij de eerstvolgende gemeenteraadsverkiezingen in 1978 slechts meedoen onder de naam van de lijsttrekker, Thei Vrolings, daar ze te laat was om een partijnaam te laten registreren. Als Lijst Th. Vrolings wist de partij één zetel te behalen.
Na de verkiezingen werd een vereniging opgericht als basis van de partij, de Groepering Heerlen-Noord, met als voorzitter Thijs Wijnen. Onder de nieuwe naam werd meegedaan aan de verkiezingen van 1982, die in het teken stonden van de herindeling waarbij de gemeente Hoensbroek bij Heerlen werd gevoegd. Groepering Heerlen-Noord behaalde twee zetels. In deze raadsperiode was er sprake van een themapark rond Terworm, waarvan Groepering Heerlen-Noord voorstander was. Het themapark is er nooit gekomen.
Bij de verkiezingen in 1986 werden wederom twee zetels behaald, een derde zetel werd bereikt door de aansluiting van een raadslid van Burgerbelangen ’86 bij de Groepering. Mede dankzij Groepering Heerlen-Noord werd in deze periode gekozen voor een mobiele methadon-verstrekking, in plaats van een vast uitgiftepunt in de wijk Heerlerheide.
In 1990 behaalde de Groepering Heerlen-Noord 7 zetels, mede dankzij de aansluiting van het voormalig PvdA Tweede Kamerlid Rein Hummel. Het CDA en de PvdA vormden echter met hun 14 en 7 zetels een voldoende meerderheid voor een coalitie. Tijdens deze raadsperiode wijzigde de naam van de Groepering Heerlen-Noord in Stadspartij Heerlen-Noord.
De politieke verhoudingen in Heerlen wijzigden na de verkiezingen van 1994 toen het CDA van 14 naar 8 terugviel en de PvdA van 7 naar 4. De Stadspartij Heerlen-Noord handhaafde de 7 zetels, maar werd buiten een brede coalitie gehouden.
Bij de raadsverkiezingen van 1998 deed de partij mee onder de naam Stadspartij Heerlen en werden 6 zetels behaald. Onder regie van de PvdA'er Jos Zuidgeest werd een brede coalitie gesmeed waarin alleen de twee grootste partijen, CDA en SP (beide 8 zetels), niet deelnamen. In het nieuwe college werd Thei Vrolings wethouder Openbare Werken, Sport en Recreatie. Rien Hummel verliet de Stadspartij en ging verder als eenmansfractie.
In 2000 viel het Heerlense college en werd er een nieuwe coalitie gevormd waarin ook het CDA deelnam.
Bij de verkiezingen in 2002 werden wederom 6 zetels behaald. Er werd een coalitie gevormd bestaande uit CDA, Stadspartij, PvdA, SP en Ouderenpartij Heerlen. Voor dit college, met 6,25 wethouders, leverde de Stadspartij anderhalve wethouder, fulltime wethouder Thei Vrolings (Openbare Werken, Sport en Recreatie) en parttime wethouder, oud PvdA'er Loek Damen (Cultuur en Onderwijs). Door de invoer van Dualisme waren er naast de twee wethouders ook nog zes raadsleden.
Tijdens de verkiezingen van 2006 werden vier zetels behaald. In 2009 sloot de eenmansfractie Armand van de Ruijt zich aan bij de Stadspartij en kwam het zetelaantal op vijf.
Bij de verkiezingen van maart 2010 werden de vier oorspronkelijke zetels behouden. Doordat het aantal zetels van de coalitie 2006-2010 sterk was afgenomen (SP: van 11 naar 9; PvdA van 8 naar 4; VVD blijft 3; en OPH van 2 naar 3) bestond voor de Stadspartij de kans deel te nemen aan de coalitievorming. Binnen het nieuwe college nam namens de Stadspartij Nico Aarts de rol van wethouder financiële zaken op zich.
Bij de verkiezingen van zowel 2014 als 2018 kreeg de Stadspartij 2 zetels.